# Francesca Amitrano
Francesca Amitrano (Napoli, 1º gennaio 1979) è una direttrice della fotografia italiana.

## Biografia
Nel 1992 appare in un piccolo ruolo nel film di Mario Martone Morte di un matematico napoletano. 
Nel 2003 segue un corso propeduetico di documentario promosso dalla Regione Campania e da Zelig, tenuto da Leonardo Di Costanzo, e dirige il documentario Ho licenziato mio padre, sulle conseguenze della dismissione dell'Italsider di Bagnoli. L'anno successivo supera la selezione per il Centro sperimentale di cinematografia, sezione fotografia diretta da Giuseppe Rotunno. 
Si diploma nel 2007. Nello stesso anno, è stagista sul set del film di Matteo Garrone Gomorra e studia alla Budapest Cinematography Masterclass con Vilmos Zsigmond.  Dal 2009 lavora come direttore della fotografia freelance.
Nel 2012 diventa membro ordinario di A.I.C./Imago, Associazione italiana della fotografia cinematografica.
Tiene un Master di cinema e televisione presso l'università Suor Orsola Benincasa di Napoli (2017-2018) e un corso di tecniche di ripresa per il cinema presso l'Accademia di belle arti di Napoli.
Nel 2018 viene candidata ai Nastri d'argento per il film dei Manetti Bros. Ammore e malavita. Nel 2025 debutta come regista di due episodi della quinta stagione di Mare fuori, di cui cura la fotografia dal 2021.

## Filmografia

### Lungometraggi
- Park '79 di Massimiliano Pacifico (2009)
- Napoli 24, episodio Battiti d'occhio di Diego Liguori (2010)
- Radici  di Carlo Luglio (2011)
- La-bas di Guido Lombardi (2011) [3]
- Il gemello di Vincenzo Marra (2012)
- La logica delle cose di Andrea Baracco (2012)
- Lo sposo di Napoli - Appunti per un film su Achille Lauro di Giogiò Franchini (2013)
- Song'e Napule dei Manetti Bros (2013)
- Take Five di Guido Lombardi (2013)
- Pino Daniele - Il tempo resterà di Giorgio Verdelli (2017)
- Ammore e malavita dei Manetti Bros. (2017)
- Diabolik, regia dei Manetti Bros. (2020)
- La tristezza ha il sonno leggero, regia  Marco Mario de Notaris (2021)
- Primadonna, regia di Marta Savina (2022)

### Cortometraggi
- Ho licenziato mio padre (2003 - regia)
- Col sangue agli occhi di Lorenzo Sportiello (2007)
- Vomero Travel di Guido Lombardi (2009)
- Il pranzo di Natale di Antonietta De Lillo (2011)
- Connect/Disconnect di Pola Wickham ed Elisabetta Lodoli (2011)
- Lost in Google di Francesco Ebbasta/The Jackal (2012)
- Napoli in 4k di The Jackal (2013)
- La volpe Sophia e l'indovinello solare di Andrea Lucisano (2014)
- Il continente fantasma di Marco Mario de Notaris (2015)
- Gli occhi tuoi belli brillano di Federica Quaini (2016)

### Videoclip
- Tu m'accire dei Foja, regìa Chiara Grassi e Simone Veneroso (2011)
- Il cielo capovolto di Marasma, regia Manetti Bros (2016)
- Duri da battere di Nek-Pezzali-Renga, regìa Manetti Bros (2017)

### Televisione
- Il commissario Rex, settima e ottava stagione (2014 e 2015)
- L'ispettore Coliandro, quinta e sesta stagione (2015 e 2017)
- Mare fuori, dalla seconda stagione (dal 2021)

### Regista
- Mare fuori , episodi 5x07-5x08 (2025)

## Riconoscimenti
- Candidatura ai Nastri d'argento nel 2018 per Ammore e malavita
- L'esposimetro d'oro Premio Gianni Di Venanzo 2018
- Quarzo di Spilimbergo-Light Award Festival Le giornate della luce 2018
- Quarzo dei giovani Festival Le giornate della luce 2018
- Quarzo del pubblico Festival Le giornate della luce 2018
- Candidatura ai Nastri d'argento nel 2021 per La tristezza ha il sonno leggero